# Luis Enrique Mendoza
Luis Enrique Mendoza est un boxeur colombien né le 7 avril 1965.

## Carrière
Champion de Colombie des poids coqs en 1986, il échoue une première fois en championnat du monde des super-coqs WBA en 1989 face à Juan Jose Estrada puis fait match nul contre Ruben Dario Palacios avant de l'emporter à sa troisième tentative le 11 septembre 1990 lors du combat revanche contre Palacios. Mendoza conserve à quatre reprises ce titre WBA avant d'en être dépossédé par le mexicain Raúl Pérez le 7 octobre 1991.